# اشرف ابوالحسن
اشرف ابوالحسن (عربی: أشرف أبو الحسن؛ زادهٔ ۱۷ مهٔ ۱۹۷۵) بازیکن والیبال اهل مصر بود.